# Scarlett (romanzo)
Scarlett è un romanzo scritto nel 2010 da Barbara Baraldi e pubblicato da Arnoldo Mondadori Editore.

## Trama
Scarlett, una ragazza di sedici anni originaria di Cremona che deve il suo nome alla bisnonna inglese, si trasferisce con la famiglia a Siena a causa di impegni lavorativi del padre. Si iscrive al liceo San Carlo, prestigioso istituto che sorge sulle rovine di un antico monastero. Il primo giorno di scuola ha un diverbio con Lavinia, una ragazza ricca e capricciosa che la prende di mira. In seguito fa amicizia con Umberto, e poi con Caterina e Genziana, che diventano le sue migliori amiche. Scarlett è appassionata di letteratura, così elegge la fornitissima biblioteca della scuola come suo rifugio dalle insicurezze generate dal nuovo ambiente. Il bibliotecario, Edoardo, è un tipo bizzarro e diventa uno dei suoi migliori amici. Al tradizionale concerto di inizio anno conosce Mikael, il bassista della band più in vista della scuola, i Dead Stones. Tra i due scatta ben presto un'attrazione speciale, anche se Mikael sembra attratto, ma allo stesso tempo respinto da lei.
Un giorno Scarlett dimentica a casa la borsa di educazione fisica, così si reca in biblioteca per passare le due ore di ginnastica. Scopre che Edoardo è stato ucciso la mattina stessa. In seguito, subisce un'aggressione da una creatura soprannaturale dagli occhi fiammeggianti. A salvarla è un'altra creatura, un ragazzo dagli occhi del colore del ghiaccio, in grado di spiegare ali di pipistrello, che si rivela essere Mikael. Scarlett si trova al centro di una lotta tra demoni e mezzi demoni per il possesso del Libro dei sigilli, un testo in grado di sovvertire l'ordine tra il mondo degli umani e quello dei demoni. Mikael è in realtà un Guardiano, un mezzo demone il cui scopo è cacciare i demoni dal regno degli umani. Nel finale, Mikael e Scarlett devono combattere contro un antico demone, Darkroven, che si rivela essere Livio, un compagno di classe di Scarlett e colui che ha ucciso Edoardo. Ad aiutarli ci sono Vincent, mezzo demone della Vendetta dalla forza sovrumana e Ofelia, la sua fidanzata, una ragazza dal look gotico in grado di trasformarsi in una pantera nera.

## Edizioni
- Barbara Baraldi, Scarlett, collana Shout, Arnoldo Mondadori Editore, 2010,  p. 319, ISBN  9788804600589.